# Rosyjski Instytut Studiów Strategicznych
Rosyjski Instytut Studiów Strategicznych (RISI, RISS, także  Rosyjski Instytut Badań Strategicznych, ros. Российский институт стратегических исследований (РИСИ)) – rosyjski think tank, założony w 1992 r. na mocy decyzji prezydenta Borysa Jelcyna. Powiązany z władzami rosyjskimi (przez wiele lat był m.in. podjednostką Służby Wywiadu Zagranicznego Federacji Rosyjskiej), zajmuje się promowaniem rosyjskich poglądów i rządowej propagandy, a także destabilizacją w krajach wrogich Rosji. 
RISI promował m.in. poglądy anty-ukraińskie i ultrakonserwatywne (anty-LGBT, anty-aborcyjne, anty-rozwodowe, krytyczne dla edukacji seksualnej, itp.).
W USA był oskarżony o udział w rosyjskiej ingerencji w wybory w USA w 2016 r.
Jego dyrektorem od 2017 roku jest Michaił Fradkow, rosyjski polityk i były funkcjonariusz KGB. Jego poprzednikiem był Leonid Rieszetnikow, także funkcjonariusz radzieckiego i rosyjskiego wywiadu zagranicznego.